# John Emund Leech-Porter
John Emund Leech-Porter, britanski general, * 1896, † 1979.